# Consejo Económico y Social de Andalucía

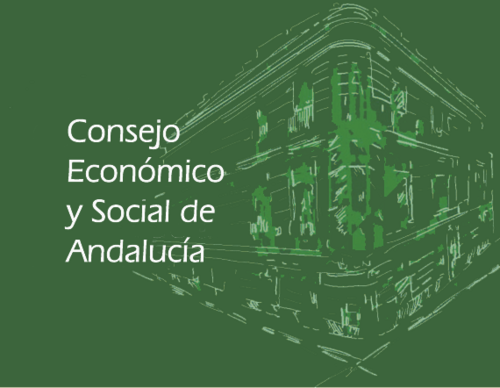
Logo del CES de Andalucía.

El Consejo Económico y Social de Andalucía es el órgano colegiado de carácter consultivo del Gobierno andaluz en materia socioeconómica, que sirve de cauce de participación y diálogo permanente de la sociedad civil organizada en el debate de asuntos económicos y sociales. Su sede se encuentra en Sevilla. 

## Creación y naturaleza jurídica
El Consejo Económico y Social de Andalucía se crea por la Ley 5/1997, de 26 de noviembre (BOJA n.º 141, de 4 de diciembre de 1997),  en cumplimiento del mandato constitucional y estatutario dirigido a los poderes públicos para que faciliten la participación de la ciudadanía en la vida política, económica, cultural y social. Se consideran, a este fin, sujetos singulares los sindicatos de los trabajadores y las asociaciones empresariales, que contribuyen a la defensa de los intereses que les son propios, reafirmando así su papel en el desarrollo del Estado Social y Democrático de Derecho.
El Consejo Económico y Social de Andalucía constituye una plataforma institucional permanente de diálogo y deliberación, al estar representado en el mismo un amplio espectro de la sociedad, a través de las organizaciones sindicales y empresariales, los consumidores y usuarios , la economía social, las corporaciones locales, la Universidad y expertos de reconocida cualificación o experiencia en el ámbito socioeconómico y laboral La Ley Orgánica 2/2007, de 19 de marzo, de reforma del Estatuto de Autonomía para Andalucía, define al Consejo Económico y Social en su artículo 132, como“ el órgano colegiado de carácter consultivo del Gobierno de la Comunidad Autónoma en materia económica y social, cuya finalidad primordial es servir de cauce de participación y diálogo permanente en los asuntos socioeconómicos”, y lo incluye entre las instituciones de autogobierno de la Junta de Andalucía. El Consejo goza de plena autonomía e independencia en el ejercicio de sus funciones , aunque orgánicamente está adscrito a la Consejería de Empleo, empresa y comercio de la Junta de Andalucía. 
El CES de Andalucía se rige, además de por su Ley de Creación anteriormente citada, por su Reglamento Interno de Organización y Funcionamiento, aprobado por el Pleno el 12 de enero de 2000 y publicado en el BOJA n.º 53, de 6 de mayo de 2000.

## Funciones
Son funciones del Consejo Económico y Social de Andalucía:
- Emitir, con carácter preceptivo, informes sobre los anteproyectos de leyes que regulen materias socioeconómicas y laborales y proyectos de decretos que, a juicio del Consejo de Gobierno, posean una especial trascendencia en la regulación de las indicadas materias, exceptuándose los anteproyectos de Ley de Presupuestos, sin perjuicio de que se informe al Consejo de su contenido, simultáneamente a su remisión al Parlamento de Andalucía.
- Realizar los estudios, informes o dictámenes facultativos que sean solicitados por el Consejo de Gobierno, acerca de los asuntos de carácter económico y social.
- Elaborar estudios, dictámenes, informes y resoluciones por propia iniciativa, en materia económica y social.
- Aprobar la memoria de actividades del Consejo y elevarla, dentro de los cinco primeros meses de cada año, al Consejo de Gobierno de la Junta de Andalucía.
- Cualesquiera otras que las disposiciones legales puedan encomendarle.

## Funcionamiento
El Consejo funciona en:
Pleno que se reúne con carácter ordinario cada dos meses y, con carácter extraordinario, a iniciativa de la Presidencia o de, al menos, un tercio de sus miembros.
Comisión Permanente que se reúne, con carácter ordinario, al menos, una vez al mes; y con carácter extraordinario, cuantas veces sean necesarias 
Comisiones de Trabajo que se reúnen cada vez que las necesidades del Consejo así lo requieren.

## Órganos
Órganos colegiados
El Pleno
Órgano supremo de decisión y formación de la voluntad del Consejo, integrado por la Presidencia y 36 miembros, con la asistencia de la Secretaría General, agrupados de la siguiente manera:
- Grupo Primero: Integrado por 12 miembros en representación de las organizaciones sindicales.
- Grupo Segundo: Integrado por 12 miembros en representación de las organizaciones empresariales.
- Grupo Tercero: Integrado por 12 miembros, dos en representación de los consumidores y usuarios, dos en representación del sector de la economía social, uno en representación de las Corporaciones Locales, uno en representación de las Universidades y seis expertos en las materias competencia del Consejo.

La Comisión Permanente
Órgano ordinario de gobierno del Consejo, integrado por la Presidencia, dos Vicepresidencias y tres miembros en representación de los grupos, y estará asistido por la Secretaría General.
Comisiones de Trabajo
Para el desarrollo de sus fines, el Consejo funciona también a través de Comisiones de Trabajo.
Órganos unipersonales
La Presidencia: ejerce la representación del Consejo Económico y Social de Andalucía y dirige su actuación.
Las Vicepresidencias: colaboran con la Presidencia en la dirección del Consejo, sustituyéndolo en caso necesario.
La Secretaría General: ejerce la dirección administrativa y técnica de los órganos del Consejo y vela porque éstos actúen conforme a los principios y normas que han de regir su actuación.